# Grugu (Kaliwiro)
Grugu is een bestuurslaag in het regentschap Wonosobo van de provincie Midden-Java, Indonesië. Grugu telt 1902 inwoners (volkstelling 2010).